# كيفن بيكر (لاعب هوكي جليد)
كيفن بيكر هو لاعب هوكي جليد كندي، ولد في 15 يونيو 1979 في كينغستون في كندا.

## وصلات خارجية
- كيفن بيكر على موقع دوري الهوكي الوطني (الإنجليزية)
- كيفن بيكر على موقع EliteProspects.com (الإنجليزية)
- كيفن بيكر على موقع HockeyDB.com (الإنجليزية)